# Psammogalumna hungarica
Psammogalumna hungarica är en kvalsterart som först beskrevs av Sellnick 1925.  Psammogalumna hungarica ingår i släktet Psammogalumna och familjen Galumnidae. Inga underarter finns listade i Catalogue of Life.